# Institut économique de Montréal
L'Institut économique de Montréal (IEDM) est un organisme de charité et un laboratoire d'idées de droite aux positions néolibérales établi à Montréal, Canada. Financé par des dons privés, les recherches que ses chroniqueurs publient portent sur différents sujets comme l'efficacité des services publics, la santé, l'éducation, la fiscalité et l'environnement.
L'institut possède une grande visibilité dans les médias québécois; notamment le Journal de Montréal et le Journal de Québec, le journal La Presse, les réseaux de télévision TVA et Argent, le FM93, le 98,5 FM, ainsi que des médias dans le reste du Canada comme National Post et Sun News.

## Historique
L'IEDM a été créé par Pierre Lemieux en 1987. Michel Kelly-Gagnon en a pris la direction en 1999. Ce dernier a démissionné en avril 2006 pour prendre la tête du Conseil du patronat du Québec. L'économiste Paul Daniel Muller a occupé le poste de président de septembre 2006 à juillet 2008. M. Kelly-Gagnon a ensuite été choisi pour reprendre les rênes de l'IEDM à partir de février 2009.
Maxime Bernier y a brièvement occupé le poste de vice-président avant de devenir ministre fédéral de l'Industrie. Tasha Kheiriddin a également occupé ce poste pendant quelques mois en 2006. Marcel Boyer, professeur émérite à l'Université de Montréal, fut vice-président de 2007 à 2009.
De 2000 à 2008, l'IEDM a préparé un classement des écoles secondaires du Québec publié chaque automne dans le magazine L'actualité.
Au cours des manifestations étudiantes québécoises de 2012, leur bureau a été endommagé par des militants qui désapprouvaient leurs positions.

## Description
L'IEDM possède un statut d'organisme de bienfaisance enregistré et est financé par des dons provenant de fondations, d'entreprises privées et d'individus. Il refuse les contributions du secteur public afin de conserver son indépendance face au gouvernement mais émet des reçus fiscaux. Son budget annuel est d'environ 3 millions de dollars et son personnel compte une dizaine de personnes. Plusieurs des membres de son conseil d'administration jouent un rôle significatif dans l'économie québécoise. Le président de l'IEDM considérait que le succès de l'IEDM s'explique par «l’appétit croissant des Québécois et Québécoises pour de nouvelles idées en matière de politiques publiques».
De 2000 à 2008, l'IEDM a préparé un classement des écoles secondaires du Québec publié chaque automne dans le magazine L'actualité.

## Administrateurs
Le conseil d'administration, présidé par Hélène Desmarais, comprend plusieurs personnalités du monde des affaires de Montréal, dont Daniel Audet, du Conseil du patronat du Québec, Léon Courville, anciennement de la Banque nationale du Canada, Stéphan D. Crétier de Garda World, François Hudon, de la Banque de Montréal et Guy Tremblay de Heenan Blaikie.

## Fellows et chercheurs associés
- Vernon L. Smith - Senior Fellow honoraire
- Nathalie Elgrably-Lévy - Senior Fellow
- Pierre Lemieux - Senior Fellow
- Adam Daifallah - Fellow
- Marie-Josée Loiselle - Fellow
- Etienne Bernier
- Germain Belzile
- David Gratzer M.D.
- Paul Beaudry
- Wendell Cox
- Vincent Geloso
- J. Edwin Coffey
- Pierre Desrochers
- André Duchesne
- Claude Garcia
- F. Pierre Gingras
- Ian Irvine
- Pierre J. Jeanniot
- Frederik Cyrus Roeder

## Prises de positions
L'IEDM est favorable, entre autres, à la privatisation de plusieurs sociétés d'État québécoises telles qu'Hydro-Québec, la Société des alcools du Québec ainsi que des sociétés d'État canadiennes comme Postes Canada. L'IEDM prône également la privatisation dans le système de santé québécois, comme l'affaiblissement des lois du travail du Québec, l'augmentation de la transparence du financement des syndicats, la rémunération au mérite des enseignants, et la réduction des dépenses de l'État québécois.
La majorité de ces privations partielles a pour objectif ultime d'ouvrir le marché aux entreprises privées pouvant faire concurrence aux sociétés d'État. Selon l'IEDM, tout monopole, qu'il soit public ou privé, est inefficace et coûteux, puisqu'il n'y aura pas de concurrence pour le motiver à être plus productif.

## Critiques
L'IEDM, bien qu'il se revendique indépendant, refuse de dévoiler la liste de ses donateurs et serait financé par des grandes compagnies et fondations qui ont tout à gagner de la privatisation et de la déréglementation des marchés . Il divulgue par contre la provenance de ses donateurs de façon agrégée, par secteurs d’activités économiques. Il fournit ainsi le poids relatif de chacun de ces secteurs, en pourcentage ainsi qu’en montants absolus, par rapport à son financement total. L'IEDM fut critiqué par Le Devoir et par des universités à propos de la neutralité idéologique de ses recherches sur l'un de ses membres du personnel .
Dans un dossier de la revue À bâbord !, l'essayiste et chroniqueur Normand Baillargeon décrit l'Institut économique de Montréal comme un « repaire de la droite » et un « laboratoire de la pensée néolibérale et libertarienne » hautement médiatisé. Bien que l’IEDM rejette ces termes.
Son argumentation fut également remise en question à quelques reprises par l'Institut de recherche et d'informations socio-économiques, à Montréal,,.
L'Institut économique de Montréal a réussi à obtenir des fonds significatifs à l'étranger, principalement aux États-Unis. Selon le Vancouver Sun, il est le think tank québécois qui obtient le plus de succès pour obtenir des fonds hors du Canada. Parmi ses principaux donateurs, on trouve une des fondations de la famille Koch, qui ont fait fortune dans l'industrie pétrolière, ainsi que la fondation américaine Atlas Network, qui a fourni un fonds de démarrage de 200 000 $. L'Atlas Network est connue pour faciliter la mise sur pied de think tanks et d'organisations néolibérales dans le monde.
En 2022, une étude a démontré que l’IEDM a nié le réchauffement climatique de sa fondation jusqu’en 2013 et que, de 1999 à 2019, cette organisation sans but lucratif a pris à 97% du temps la défense des intérêts de l’industrie canadienne des hydrocarbures lors de ses prises de positions publiques dans les médias et sur son site internet.